# Batalla de la Colina de la Hamburguesa
La batalla de la Colina de la Hamburguesa fue un episodio ocurrido dentro de la guerra de Vietnam. El resultado fue una victoria pírrica de los Estados Unidos.

## La batalla

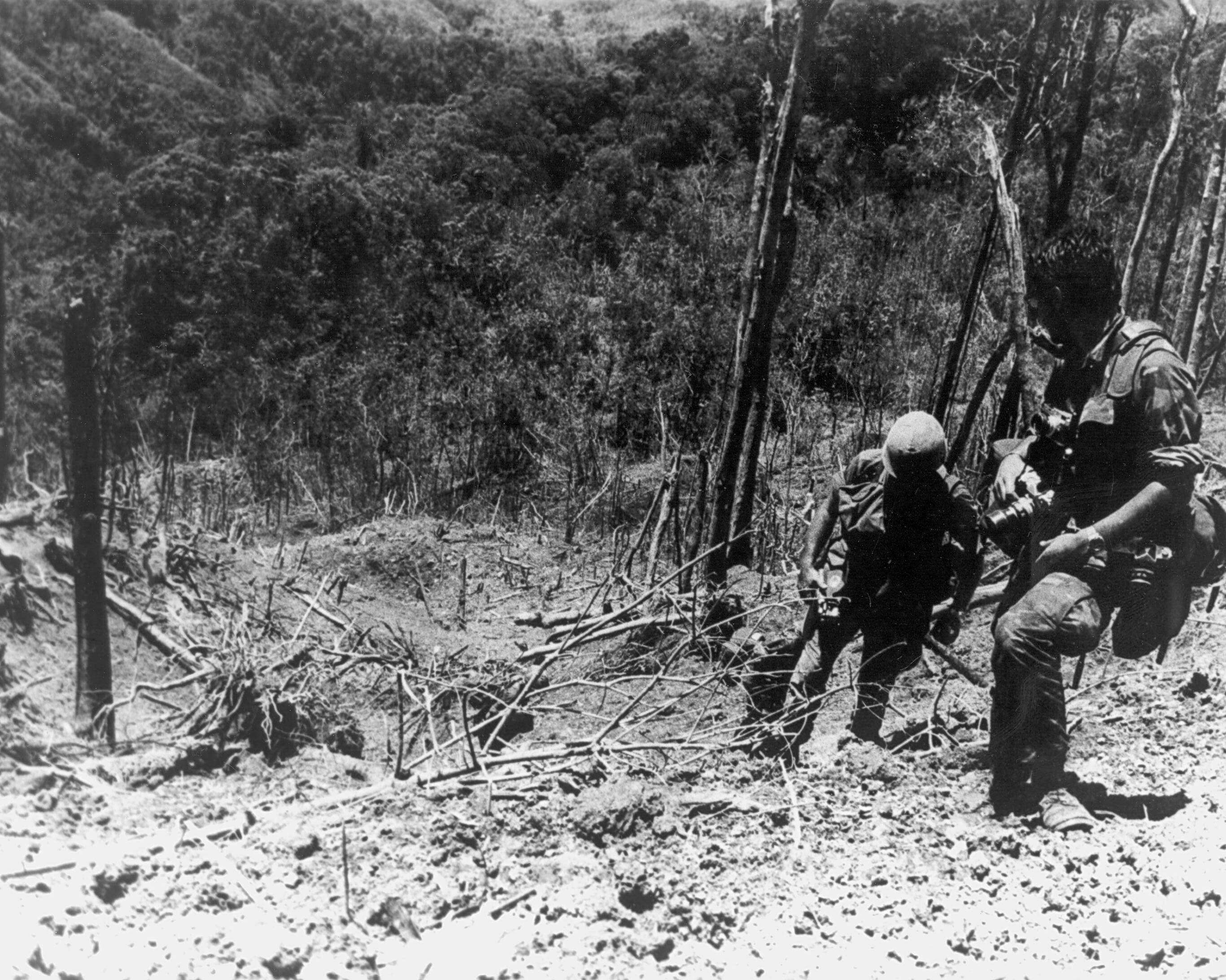
Soldados Estadounidenses en la colina de la Hamburguesa

El 11 de mayo de 1969, el 3.er batallón de la 101.ª División Aerotransportada informó de la presencia de tropas enemigas en lo que entonces se denominaba simplemente colina 937, en el Valle de A Shau, a pocos kilómetros de la frontera con Laos, y el alto mando ordenó que dicha posición fuera tomada a cualquier precio.
Se atacó los días 12, 13 y 14 de mayo; fueron tres los ataques sucesivos en los que las tropas estadounidenses sufrieron grandes pérdidas. Se solicitó apoyo aéreo y la Fuerza Aérea realizó un fuerte bombardeo con napalm y explosivos de alto poder, pero los norvietnamitas se encontraban bien protegidos en refugios excavados un poco por debajo de la cima, de modo que resistieron la embestida. Con la incorporación de otros dos batallones norteamericanos y tropas survietnamitas se volvió a intentar la toma, pero nuevamente los norvietnamitas aguantaron el envite.
Para el día 19 de mayo se habían lanzado ya diez ataques. La defensa norvietnamita comenzaba a flaquear y la posición estaba perdida para ellos, pero un helicóptero artillado estadounidense equivocó las coordenadas y barrió casi por completo a la columna estadounidense que trepaba entre los árboles y la maleza. La toma no se produjo.
El undécimo ataque, el día 20 de mayo, culminó con la conquista de la colina. Sin embargo, dos días después se ordenó abandonar la posición y los norteamericanos se marcharon llevando los cuerpos de sus compañeros que pudieron encontrar.
Además de la dureza del combate y de la resistencia de las tropas norvietnamitas que defendían la posición, hubo que tener en cuenta la lluvia, los insectos y las altas temperaturas. Sin embargo, nada de esto indujo al oficial al mando, el teniente coronel Weldon Honeycutt, a dudar de su orden de tomar la posición. Cuando la batalla terminó, sus hombres ofrecieron 10 000 dólares por su cabeza.
El número de víctimas estadounidenses fue de 72 (si bien sólo se pudieron recuperar 60 cadáveres) y 372 heridos. Fue este elevado número de bajas el que hizo que los soldados denominaran a la colina como Colina de la Hamburguesa, un chiste macabro en el que identificaban los cuerpos de sus compañeros muertos y heridos como carne picada, y en referencia a una batalla de similares características durante la guerra de Corea.

## Las consecuencias de la batalla
Cuando esta batalla fue conocida, el senador Edward Kennedy, en representación de miembros del Senado opuestos a la guerra, protestó alegando que «se continuaba enviando a los muchachos al matadero para capturar posiciones que carecen de relevancia para el desarrollo de la guerra».
El Pentágono respondió asegurando que la colina 937 «tenía gran importancia estratégica en el control de la ruta de infiltración a través de Laos de las tropas de Hanói» y que según informaciones de los servicios de inteligencia, «sería utilizada próximamente por los norvietnamitas para lanzar un ataque contra la ciudad de Hué». Sin embargo, dos días después de haber sido tomada, a las tropas norteamericanas se les ordenó abandonarla.
El combate de la Colina de la Hamburguesa entraba dentro de la estrategia elaborada tras el desastre de la ofensiva del Tet. Según esta nueva estrategia, se multiplicó el número de ataques, llevándolos a cabo con unidades de menor tamaño. Así, al reducirse el número de soldados, se daba la sensación de que la ofensiva estadounidense se había reducido (cuando en realidad el número de ataques se había triplicado). Por otra parte, el elevado número de bajas hacía parecer que se debían al aumento de ataques norvietnamitas.
Después de esta batalla, las tropas norteamericanas no volvieron a realizar ataques masivos de búsqueda y destrucción, dejando esa tarea a los survietnamitas.

## Cultura popular
En 1987, el cineasta John Irvin trasladó este acontecimiento a la pantalla y lo tituló Hamburger Hill. 
En 2018, en la primera temporada de la serie The Umbrella Academy, de Netflix, el personaje Klaus Hargreeves viaja en el tiempo por accidente y acaba participando en la batalla del Valle de A Shau, en la Colina de la Hamburguesa